# Urbicio (eunuco)
Urbicio (in greco Οὐρβίκιος?, Ourbikios; fl. -518) fu un politico dell'Impero romano d'Oriente,  ciambellano imperiale (praepositus sacri cubiculi), carica riservata agli eunuchi, di diversi imperatori bizantini del V secolo. Visse fino a un'età avanzata e detenne una grande influenza politica alla corte bizantina durante la fine del V secolo..
La prima volta che viene menzionato come titolare della carica è nel 434, sotto Teodosio II, e mantenne lo stesso incarico anche sotto Leone I il Trace. Dopo la morte di Leone, nel 474, Urbicio sostenne inizialmente l'usurpatore Basilisco, ma alla fine passò a Zenone. Nel 491, Urbicio sostenne l'elezione di Anastasio I Dicoro. L'ultimo riferimento a Urbicio risale al 504/5. Il De Situ Terrae Sanctae, scritto prima del 530, riferisce che morì durante il regno di Anastasio (491-518) e che “la terra non lo avrebbe trattenuto”, affermando di essere stato espulso dalla sua tomba per tre volte, in relazione alla rimozione su suo ordine di una parte della roccia sacra nota come “sede di Maria”. A Costantinopoli possedeva una casa vicino lo Strategion, e una porta delle mura reca il suo nome.